# Schlieffen-Fledermaus
Die Schlieffen-Fledermaus (Nycticeinops schlieffeni) ist eine Fledermausart aus der Familie der Glattnasen, welche in Afrika beheimatet ist. Der Gattungsname ist griechisch und bedeutet so viel wie „Nachterscheinung“. Der Artname ehrt Graf Wilhelm von Schlieffen, der den Holotypus sammelte. Die Art ist wie die Gattung monotypisch.

## Beschreibung
Die Schlieffen-Fledermaus ist eine der kleinsten Fledermäuse Afrikas. Die Männchen wiegen im Schnitt 4,7 g, die Weibchen 5,1 g, der Unterarm ist bei Männchen 29–34 mm, bei Weibchen 30–33 mm lang. Die Fellfarbe variiert geographisch in verschiedenen Brauntönen, wobei die Haare einfarbig sind. Das Bauchfell ist meist von einem blasseren Braun oder weißlich. Die Haare des Bauchfells sind bei dunkleren Individuen zweifarbig. Die Schlieffen-Fledermaus besitzt eine abgeflachte, leicht behaarte Schnauze, kleine, abgerundete Ohren und einen stumpfen Tragus. Der Calcar säumt über die Hälfte der Kante der Schwanzflughaut. Sie unterscheidet sich von Nycticeius humeralis vor allem durch die Form des Penisknochens, jedoch auch durch die kürzere Schnauze.

## Lebensweise
Die Schlieffen-Fledermaus ist wie die meisten Fledermäuse nachtaktiv und ernährt sich von Insekten, die sie im Flug erbeutet. Sie jagt vor allem in wassernahen Wäldern und Auen, sowie in der Trockenzeit über Gewässern. Die Art ist relativ früh am Abend aktiv und furagiert etwa zwei Stunden. In Zimbabwe machen Käfer während der Trockenzeit 50 % der Nahrung aus, gefolgt von Köcherfliegen (41 %) und Motten (6 %). In der Regenzeit besteht die Nahrung zu 71 % aus Käfern, zu 19 % aus Fliegen und zu 5 % aus Motten. Den Tag verbringt die Schlieffen-Fledermaus in Felsspalten, Baumhöhlen, Gebäuden, Kellern und Ruinen. Sie wird als einzelgängerisch beschrieben, kann aber auch in kleinen Gruppen aufgefunden werden. Die Reproduktionsphase der Schlieffen-Fledermaus variiert geographisch. In der subtropischen Region Pafuri im Kruger-Nationalpark findet die Paarung im Juni statt. Die Weibchen lagern die Spermien in der Gebärmutter bis zum Eisprung im späten August. Im November bringen die Weibchen ein bis drei Jungtiere zur Welt.
Fledermausadler (Macheiramphus alcinus) sind bekannte Jäger der Schlieffen-Fledermaus.

## Verbreitung und Lebensraum
Die Schlieffen-Fledermaus kommt in weiten Teilen Afrikas südlich der Sahara, sowie in  Ägypten vor. Die Art wird von der IUCN dank der weiten Verbreitung als ungefährdet eingestuft.